# Kowalewko (powiat ciechanowski)
Kowalewko – wieś w Polsce położona w województwie mazowieckim, w powiecie ciechanowskim, w gminie Glinojeck. Leży przy drodze krajowej nr 7.
Wierni Kościoła rzymskokatolickiego należą do parafii św. Stanisława Biskupa Męczennika w Glinojecku.
W latach 1975–1998 miejscowość należała administracyjnie do województwa ciechanowskiego.